# Takayuki Aoki

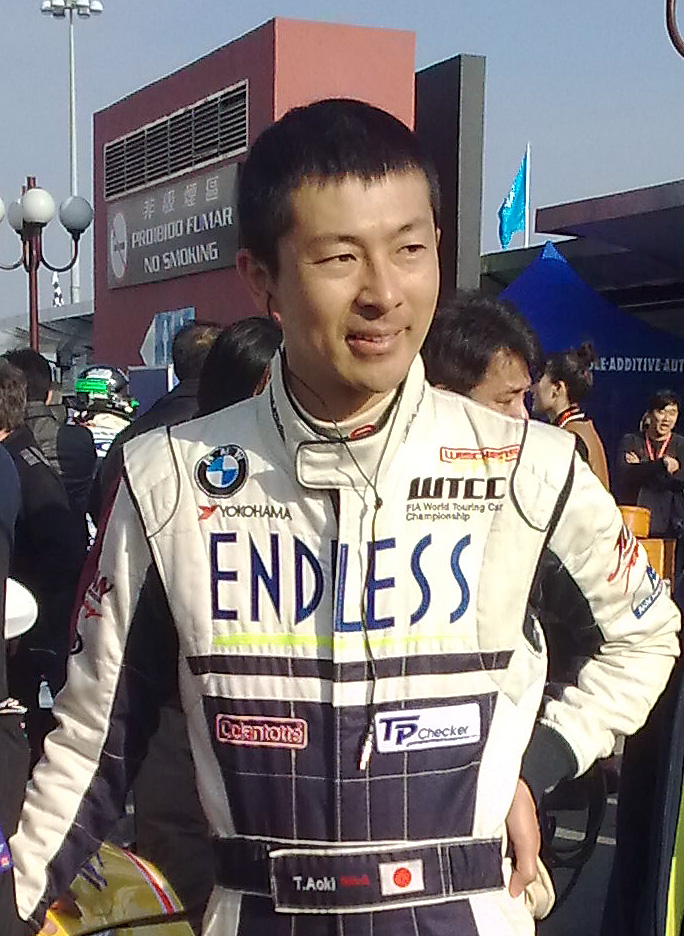
Takayuki Aoki (2009)

Takayuki Aoki (Japans: 青木孝行,Aoki Takayuki) (Shiga, 26 oktober 1972) is een Japans autocoureur.

## Carrière

### JGTK en Super GT
Aoki nam deel aan de GT300-klasse van het Japanse GT Kampioenschap tussen 1998 en 2004, waarbij hij in 2001 won in een Nissan Silvia. Het JGTK werd de Super GT in 2005 en Aoki bleef hierin racen in de GT300-klasse in verschillende auto's.

### WTCC
Aoki ging in de laatste 3 rondes van het WTCC-kampioenschap (Italië, Japan en Macau) in 2008 voor het team Wiechers-Sport rijden. In de Grand Prix van Macau 2009 keerde hij terug in het WTCC. Hij scoorde 4 punten in race 1 en 10 punten in race 2, zodat hij als 13e in de Independentsklasse eindigde.